# Kecamatan Kesamben (distrikt i Indonesien, lat -7,47, long 112,32)
Kecamatan Kesamben är ett distrikt i Indonesien.   Det ligger i provinsen Jawa Timur, i den västra delen av landet, 600 km öster om huvudstaden Jakarta.